# Pavelh Ndzila
Pavelh Ndzila (12 gennaio 1995) è un calciatore congolese (Repubblica del Congo), portiere dell'Étoile du Congo.

## Carriera

### Club
Ha sempre giocato nel campionato congolese.

### Nazionale
Ha esordito in nazionale il 10 ottobre 2019, nell'amichevole pareggiata 1-1 contro la Tailandia.

## Statistiche

### Cronologia presenze e reti in nazionale
| Cronologia completa delle presenze e delle reti in nazionale ― Rep. del Congo | Cronologia completa delle presenze e delle reti in nazionale ― Rep. del Congo | Cronologia completa delle presenze e delle reti in nazionale ― Rep. del Congo | Cronologia completa delle presenze e delle reti in nazionale ― Rep. del Congo | Cronologia completa delle presenze e delle reti in nazionale ― Rep. del Congo | Cronologia completa delle presenze e delle reti in nazionale ― Rep. del Congo | Cronologia completa delle presenze e delle reti in nazionale ― Rep. del Congo | Cronologia completa delle presenze e delle reti in nazionale ― Rep. del Congo |
| Data                                                                          | Città                                                                         | In casa                                                                       | Risultato                                                                     | Ospiti                                                                        | Competizione                                                                  | Reti                                                                          | Note                                                                          |
| ----------------------------------------------------------------------------- | ----------------------------------------------------------------------------- | ----------------------------------------------------------------------------- | ----------------------------------------------------------------------------- | ----------------------------------------------------------------------------- | ----------------------------------------------------------------------------- | ----------------------------------------------------------------------------- | ----------------------------------------------------------------------------- |
| 27-3-2017                                                                     | Nouakchott                                                                    | Mauritania                                                                    | 2 – 1                                                                         | Rep. del Congo                                                                | Amichevole                                                                    | -                                                                             | 62’                                                                           |
| 10-10-2019                                                                    | Bangkok                                                                       | Thailandia                                                                    | 1 – 1                                                                         | Rep. del Congo                                                                | Amichevole                                                                    | -                                                                             | 69’                                                                           |
| 17-1-2021                                                                     | Kinshasa                                                                      | RD del Congo                                                                  | 1 – 0                                                                         | Rep. del Congo                                                                | Campionato delle Nazioni Africane 2020                                        | -1                                                                            |                                                                               |
| 21-1-2021                                                                     | Brazzaville                                                                   | Rep. del Congo                                                                | 1 – 1                                                                         | Niger                                                                         | Campionato delle Nazioni Africane 2020                                        | -1                                                                            |                                                                               |
| 25-1-2021                                                                     | Brazzaville                                                                   | Rep. del Congo                                                                | 1 – 0                                                                         | Libia                                                                         | Campionato delle Nazioni Africane 2020                                        | -                                                                             |                                                                               |
| 30-1-2021                                                                     | Bamako                                                                        | Mali                                                                          | 0 – 0 dts (5 - 4 dtr)                                                         | Rep. del Congo                                                                | Campionato delle Nazioni Africane 2020                                        | -                                                                             |                                                                               |
| 8-6-2022                                                                      | Brazzaville                                                                   | Rep. del Congo                                                                | 1 – 0                                                                         | Gambia                                                                        | Qual. Coppa d'Africa 2023                                                     | -                                                                             | 90’                                                                           |
| 13-1-2023                                                                     | Oran                                                                          | Camerun                                                                       | 1 – 0                                                                         | Rep. del Congo                                                                | Campionato delle Nazioni Africane 2022                                        | -1                                                                            | Cap.                                                                          |
| 20-1-2023                                                                     | Oran                                                                          | Niger                                                                         | 0 – 0                                                                         | Rep. del Congo                                                                | Campionato delle Nazioni Africane 2022                                        | -                                                                             | Cap.                                                                          |
| 23-3-2023                                                                     | Brazzaville                                                                   | Rep. del Congo                                                                | 1 – 2                                                                         | Sudan del Sud                                                                 | Qual. Coppa d'Africa 2023                                                     | -2                                                                            |                                                                               |
| 27-3-2023                                                                     | Dar es Salaam                                                                 | Sudan del Sud                                                                 | 0 – 1                                                                         | Rep. del Congo                                                                | Qual. Coppa d'Africa 2023                                                     | -                                                                             |                                                                               |
| 18-6-2023                                                                     | Brazzaville                                                                   | Rep. del Congo                                                                | 0 – 2                                                                         | Mali                                                                          | Qual. Coppa d'Africa 2023                                                     | -2                                                                            |                                                                               |
| 10-9-2023                                                                     | Marrakech                                                                     | Gambia                                                                        | 2 – 2                                                                         | Rep. del Congo                                                                | Qual. Coppa d'Africa 2023                                                     | -2                                                                            |                                                                               |
| 5-9-2024                                                                      | Brazzaville                                                                   | Rep. del Congo                                                                | 1 – 0                                                                         | Sudan del Sud                                                                 | Qual. Coppa d'Africa 2025                                                     | -                                                                             |                                                                               |
| 9-9-2024                                                                      | Kampala                                                                       | Uganda                                                                        | 2 – 0                                                                         | Rep. del Congo                                                                | Qual. Coppa d'Africa 2025                                                     | -2                                                                            |                                                                               |
| Totale                                                                        |                                                                               | Presenze                                                                      | 15                                                                            |                                                                               | Reti                                                                          | -11                                                                           |                                                                               |